# Ion Overman
Ion Overman (ur. 9 listopada 1976 w Los Angeles) – amerykańska aktorka.

## Kariera
Jej debiutem filmowym była rola Shirley Evans w filmie The Walking Dead. W 2000 roku dołączyła do obsady opery mydlanej Szpital miejski, gdzie zagrała Gabrielę Garze. Jej postać pojawiła się również w spin-offie Szpitala miejskiego – Port Charles. W 2002 roku aktorka opuściła serial. Od 2005 do 2006 roku grała w sitcomie Miłość z o.o.. Pojawiła się w wielu filmach oraz serialach telewizyjnych, takich jak Gotowe na wszystko, Beverly Hills 90210, CSI: Kryminalne zagadki Miami, Bez śladu czy Słowo na L.
W 2006 roku zagrała w filmie Grubazzzki, natomiast w 2009 pojawiła się w filmie Tylera Perry’ego Madea Goes to Jail, gdzie wcieliła się w Lindę, narzeczoną Josha (w tej roli Derek Luke).

## Filmografia
- 2009: Gotowe na wszystko (Desperate Housewives) jako Maria Scott
- 2009: Castle (Castle) jako Candace Robinson
- 2009: Zaklinacz dusz (Ghost Whisperer) jako Sam Blair
- 2009: Jedenasta godzina (The Eleventh Hour) jako Debbie Baylor
- 2009: Madea Goes to Jail jako Linda
- 2007: Dwóch i pół (Two and a Half Men) jako Vicki
- 2007: Czas na Briana (What About Brian) jako Joanna
- 2006: CSI: Kryminalne zagadki Las Vegas (CSI: Crime Scene Investigation) jako reporter
- 2006: Shark jako Laura Montez
- 2006: Grubazzzki (Phat Girlz) jako flirtująca kelnerka
- 2005–2006: Miłość z o.o. (Love, Inc.) jako Viviana
- 2005: Żar młodości (The Young and the Restless)
- 2005: Grown Men
- 2004–2005: Słowo na L (The L Word) jako Candace Jewell
- 2004: Hawaii jako Gina Gibson
- 2003: Mów mi swatka (Miss Match)
- 2003: Knee High P.I.  jako Martinez
- 2002: Bez śladu (Without a Trace) jako Alice Booker
- 2002: CSI: Kryminalne zagadki Miami (CSI: Miami) jako Sophia Ananova
- 2002: The Drew Carey Show jako Stacey
- 2001–2002: Życie przede wszystkim (Strong Medicine) jako dr Steph
- 2001: Bez pardonu (The District) jako Gigi
- 2000–2002: Szpital miejski (General Hospital) jako Gabriela Garza
- 2000–2002: Port Charles (Port Charles) jako Gabriella Gabby
- 2000: Shasta McNasty jako Tanya
- 2000: Historia Little Richarda (Little Richard) jako pijana dziewczyna
- 2000: The Norm Show jako Angelique
- 1999: Baza Pensacola (Pensacola: Wings of Gold) jako Joanna Killian
- 1999: Mój przyjaciel Brat (Goat on Fire and Smiling Fish) jako dziewczyna na przyjęciu
- 1999: Beverly Hills 90210 (Beverly Hills, 90210) jako kobieta
- 1995: The Walking Dead jako Shirley Evans